# Lehtosaari (ö i Kajanaland, Kajana, lat 63,87, long 27,93)
Lehtosaari är en ö i Finland. Den ligger i sjön Laakajärvi och i kommunen Kajana i den ekonomiska regionen  Kajana ekonomiska region  och landskapet Kajanaland, i den centrala delen av landet, 400 km norr om huvudstaden Helsingfors. Öns area är 0,4 hektar och dess största längd är 80 meter i nord-sydlig riktning.